# Іглиця червоподібна
Іглиця червоподібна (Nerophis lumbriciformis) — вид морських іглиць.
Поширені у північно-східній Атлантиці вздовж берегів Європи від південної Норвегії, Каттегата і Британії до Ріо-де-Оро в Західній Сахарі. Живуть на скельних ділянках, в заростях водної рослинності, на глибині до 50 м. Сягають 15 см довжиною.